# Élections législatives de 1958 en Guyane
Les élections législatives françaises de 1958 se déroulent les 23 et 30 novembre. Dans le département de la Guyane, un député est à élire  dans le cadre d'une circonscription.

## Élus
| Circonscription        | Député élu     | Parti | Parti |
| ---------------------- | -------------- | ----- | ----- |
| Circonscription unique | Justin Catayée |       | PSG   |

## Résultats

### Résultats à l'échelle du département
| Parti          | Parti                     | Premier tour | Premier tour | Second tour | Second tour | Siège |
| Parti          | Parti                     | Voix         | %            | Voix        | %           | Siège |
| -------------- | ------------------------- | ------------ | ------------ | ----------- | ----------- | ----- |
|                | Divers droite             | 2 702        | 30,38        | 2 688       | 28,91       | 0     |
|                | Droite parlementaire      | 2 702        | 30,38        | 2 688       | 28,91       | 0     |
|                |                           |              |              |             |             |       |
|                | Parti socialiste guyanais | 3 485        | 42,76        | 3 803       | 40,90       | 1     |
|                | Divers gauche             | 2 707        | 30,44        | 2 808       | 30,20       | 0     |
|                |                           |              |              |             |             |       |
| Inscrits       | Inscrits                  | 12 497       | 100,00       | 12 530      | 100,00      | 1     |
| Abstentions    | Abstentions               | 3 434        | 27,48        | 3 146       | 25,11       |       |
| Votants        | Votants                   | 9 063        | 72,52        | 9 384       | 74,89       |       |
| Blancs et nuls | Blancs et nuls            | 169          | 1,86         | 85          | 0,91        |       |
| Exprimés       | Exprimés                  | 8 894        | 98,14        | 9 299       | 99,09       |       |

### Résultats par circonscription
| Candidat | Candidat                | Parti          | Premier tour | Premier tour | Second tour | Second tour |  |
| Candidat | Candidat                | Parti          | Voix         | %            | Voix        | %           |  |
| --- | ----------------------- | -------------- | ------------ | ------------ | ----------- | ----------- |  |
| | Justin Catayée élu      | PSG            | 3 485        | 42,76        | 3 803       | 40,90       |  |
| | Robert Vignon           | Divers gauche  | 2 707        | 30,44        | 2 808       | 30,20       |  |
| | Édouard Gaumont sortant | Divers droite  | 2 702        | 30,38        | 2 688       | 28,91       |  |
| |                         |                |              |              |             |             |  |
| Inscrits | Inscrits                | Inscrits       | 12 497       | 100,00       | 12 530      | 100,00      |  |
| Abstentions | Abstentions             | Abstentions    | 3 434        | 27,48        | 3 146       | 25,11       |  |
| Votants | Votants                 | Votants        | 9 063        | 72,52        | 9 384       | 74,89       |  |
| Blancs et nuls | Blancs et nuls          | Blancs et nuls | 169          | 1,86         | 85          | 0,91        |  |
| Exprimés | Exprimés                | Exprimés       | 8 894        | 98,14        | 9 299       | 99,09       |  |
| Source : France, Ministère de l'intérieur. Les Elections législatives . Métropole., la Documentation française, 1963 (lire en ligne) |                         |                |              |              |             |             |  |

Le suppléant de Justin Catayée était Léopold Héder, directeur-économe d'hôpital.